# アントン・シャレートロシュ
アントン・ヤーノシュ・イェンスン・シャレートロシュ（Anton Janos Jönsson Salétros、1996年4月12日 - ）は、スウェーデン・ストックホルム出身のサッカー選手。アルスヴェンスカン・AIK所属。スウェーデン代表。ポジションはMF。

## クラブ歴
エンスケーデIKの下部組織からAIKソルナの下部組織に移り、2013年8月6日に行われたマンチェスター・ユナイテッドFCとの親善試合でトップチーム初出場を記録した。その後同月30日にアルスヴェンスカンで初出場を記録した。その後2017年にウーイペシュトFCに期限付き移籍し、翌年にAIKに復帰した。
2018年6月6日、ロシア・プレミアリーグのFCロストフに4年契約で完全移籍
。9月26日のロシア・カップでは移籍後初得点を記録した。しかし翌年2月6日にAIKに6月末迄の期限付き移籍となった。その後同年末迄期限付き移籍が延長された。
2020年も2月14日にサルプスボルグ08への7月末迄の期限付き移籍となり
、最終的には同年10月5日にロシアのウクライナ侵攻による移籍市場でロストフから移籍することとなり、2022年末迄の完全移籍でサルプスボルグに移った。
2023年1月2日、リーグ・ドゥのSMカーンに2年半契約で加入
。しかし同年夏に再びAIKに完全移籍した。

## 代表歴
一貫してスウェーデン代表を選択した。年代別代表ではU-17代表でUEFA U-17欧州選手権2013、2013 FIFA U-17ワールドカップに参加した。
A代表初出場は2020年1月12日に行われたコソボ代表との親善試合であった。

## 個人
父がハンガリー人で母がスウェーデン人である。

## タイトル

### クラブ
AIK
- アルスヴェンスカン: 2018